# Johann Hackvord
Johann Hackvord (* 12. September 1624 in Rügenwalde in Hinterpommern; † 10. Januar 1690 in Gülzow in Hinterpommern) war ein deutscher evangelischer Theologe.
Hackford studierte in Rügenwalde und Königsberg und wurde 1650 Pastor der Kirche von Gülzow, deren Patron der König war. Im Jahr 1653 wurde er zum Propst der Synode von Gülzow ernannt. Die Gülzower Synode bestand im Jahr 1784 aus insgesamt sieben Predigern.